# Mélanthos
Dans la mythologie grecque, Mélanthos (en grec ancien : Μέλανθος), parfois francisé en Mélanthe, fils d'Andropompos (en), est le seizième roi légendaire d’Athènes.

## Mythe
Il descendait de Nélée (roi de Messénie) par son père. Il fut chassé de Pylos, son pays, par la venue des Héraclides et, sur le conseil de l'oracle, s'établit en Attique, où il fut adopté comme citoyen et participa aux magistratures. Or, en ce temps-là régnait en Attique un descendant de Thésée, Thymétès, et les Athéniens étaient en guerre contre les Béotiens, auxquels ils disputaient la ville d'Œnoé. Comme la guerre semblait sans issue, on décida de régler le différend par un combat singulier entre les rois des deux pays. Le roi d'Athènes eut peur de se mesurer avec Xanthos, le roi de Thèbes. Il publia dans son pays qu'il était prêt à se démettre de la royauté en faveur de quiconque pourrait vaincre le roi de Thèbes en combat singulier. Mélanthos accepta le marché, et le combat eut lieu. Au moment où il allait s'engager apparut derrière Xanthos la figure d'un guerrier armé d'une égide noire. Il s'agissait de Dionysos Melanaegis, mais Mélanthos le prit pour un combattant. Il reprocha alors à Xanthos de violer les conditions du duel et d'avoir recours à une aide extérieure. Surpris, Xanthos se retourna, pour regarder qui venait ainsi en son secours, et Mélanthos en profita pour le percer d'un coup de lance. Ayant ainsi assuré la victoire aux Athéniens, il devint leur roi. Les Athéniens élevèrent un sanctuaire à Dionysos, dont l'aide avait été efficace.
Il existe une autre tradition, qui nous est connue par Athénée : Mélanthos, chassé de Pylos, avait reçu de la Pythie le conseil de s'établir à l'endroit où on lui offrirait à manger une tête et des pieds. Comme il arrivait à Éleusis, les prêtres lui offrirent tout ce qu'il restait du sacrifice que l'on venait de célébrer, la tête et les pieds. Il comprit que l'oracle était ainsi accompli, et s'établit à Éleusis.

## Origine
Initialement, avant d'être historicisée, la légende opposait le blond (xanthós) Apollon à Poséidon à la chevelure sombre dit Mélanthos « au teint noir », Dionysos Melanaegis « à la peau de chèvre noir » aidant Mélanthos à triompher. Les spécialistes ont reconnu dans cette légende l'opposition entre le principe estival et le principe hivernal bien représentée dans les combats rituels du folklore européen. La peau de chèvre noir est un objet rituel ancien et un attribut caractéristique de Dionysos, « feu de la nuit et de l'hiver ».

## Autres sens
- Mélanthos était aussi l'éponyme d'un dème attique[1].
- Mélanthos est un Laocoontide, un des deux fils de Laocoon, parfois aussi appelé Thymbrée.